# Hakim Ben El Hadj

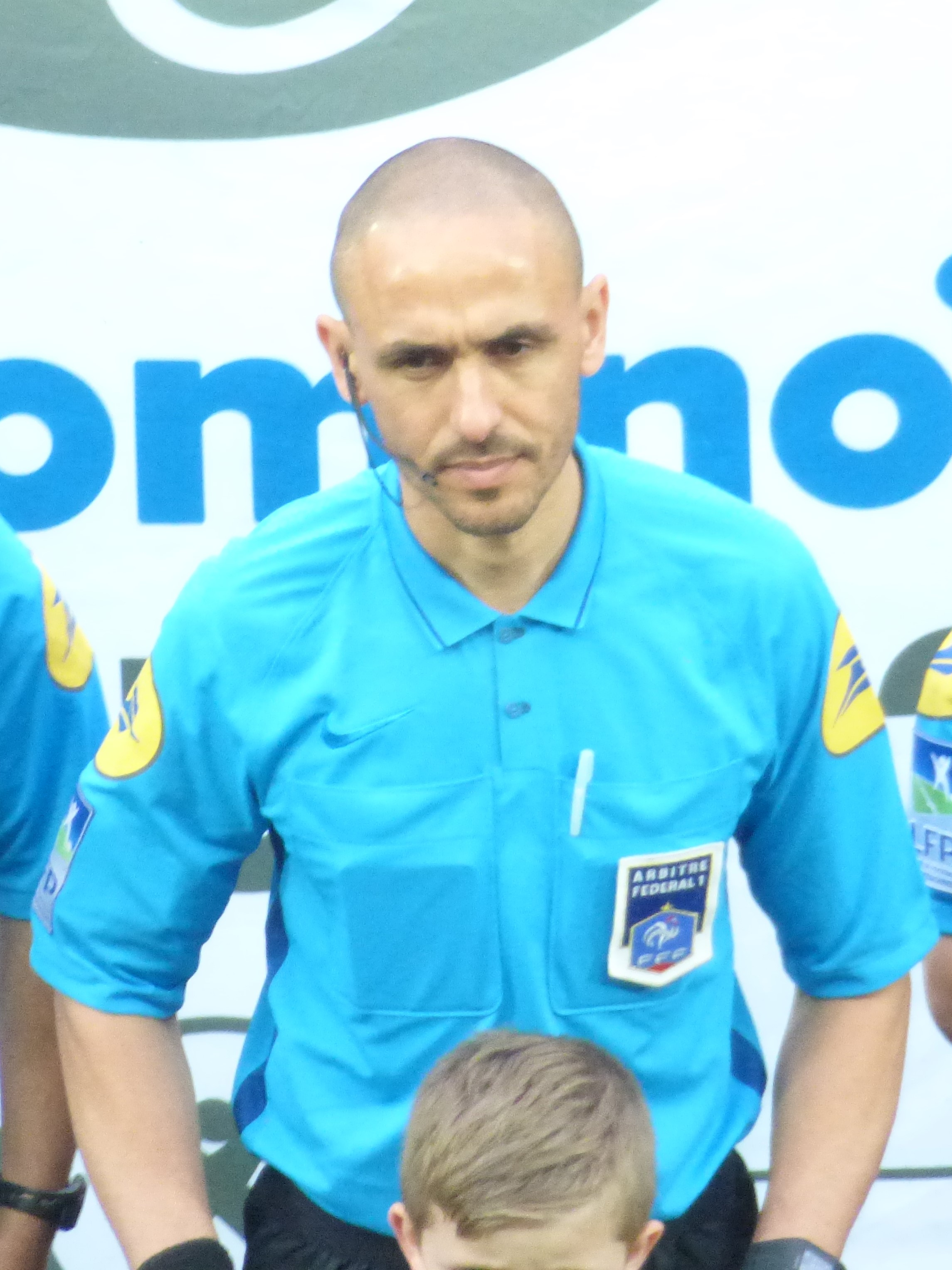
Hakim Ben El Hadj Salem, 2019

Hakim Ben El Hadj Salem (* 30. Mai 1978) ist ein französischer Fußballschiedsrichter.
El Hadj vertritt die Region Rhône-Alpes und gehört der höchsten französischen Schiedsrichterkategorie an (Arbitre Fédéral F1). Er leitet seit der Saison 2011/12 Spiele in der Ligue 2 und seit der Saison 2010/11 Spiele in der Ligue 1. In beiden Ligen hatte er bereits mehr als 120 bzw. 130 Einsätze.
Am 3. Januar 2024 leitete El Hadj das Spiel um den französischen Supercup 2023 zwischen Paris Saint-Germain und FC Toulouse (2:0) im Parc des Princes.